# Oostende New Communal Cemetery
Oostende New Communal Cemetery is een Britse militaire begraafplaats met gesneuvelden uit de Eerste- en Tweede Wereldoorlog, gelegen in de Belgische stad Oostende. Ze ligt binnen de gemeentelijke begraafplaats van Oostende in de Stuiverstraat op 2,3 km ten zuiden van stadscentrum (Sint-Petrus-en-Pauluskerk). Ze omvat twee perken die werden ontworpen door George Goldsmith en waarin samen 416 slachtoffers begraven liggen.

## Geschiedenis

### Eerste Wereldoorlog
Tot oktober 1914 werd de haven van Oostende door de Britse Marine Brigade als basis voor watervliegtuigen gebruikt en werd om die reden door hen verdedigd. Vanaf 15 oktober echter werd de haven door Duitse troepen ingenomen.
De stad werd daarna regelmatig door de Koninklijke Marine beschoten en door vliegtuigen van de geallieerden gebombardeerd. Op 23 april 1918 werd een poging ondernomen om de haven te blokkeren zodat geen vijandelijke U-boten en torpedobootjagers meer konden uitvaren. Deze poging mislukte echter. Op 10 mei 1918 ondernam men een tweede poging door de twee verouderde kruisers Sappho en Vindictive in de havengeul van Oostende tot zinken te brengen. Deze poging lukte slechts gedeeltelijk doordat de Sappho al heel vroeg verloren ging en de Vindictive op de verkeerde plaats terechtkwam. Uiteindelijke werd de stad en de haven op 17 oktober 1918 door de geallieerde grondtroepen zonder tegenstand ingenomen.
Op de begraafplaats rusten 49 Britten en 1 Canadees uit deze oorlog (7 onder hen konden niet meer geïdentificeerd worden).

### Tweede Wereldoorlog
Tijdens de Tweede Wereldoorlog werd de British Expeditionary Force betrokken bij de latere stadia van de verdediging van België na de Duitse inval in mei 1940. Daarbij vielen veel slachtoffers bij het dekken van de terugtrekking van de eigen troepen naar Duinkerke. In de volgende jaren kwamen veel bemanningsleden van bommenwerpers om het leven doordat zij werden neergeschoten terwijl zij op weg waren of terugkwamen van opdrachten boven België of Duitsland. Zij werden dan ter plekke begraven zoals ook hier in Oostende. De stad werd op 8 september 1944 door Canadese troepen bevrijd.
Er worden 270 Britten, 8 Canadezen, 3 Nieuw-Zeelanders, 3 Australiërs en 75 niet geïdentificeerde slachtoffers uit deze oorlog herdacht. Er liggen ook nog 4 Polen, 3 Fransen en 1 Nederlander begraven.

## Onderscheiden militairen
- Alfred Edmund Godsal, commander op de H.M.S. Vindictive[2] werd onderscheiden met de Distinguished Service Order (DSO) en het Croix de guerre (Frankrijk).
- Taunton Elliott Viney, luitenant bij de Royal Naval Air Service werd onderscheiden met de Distinguished Service Order (DSO).
- Peter Bettley Robinson, piloot bij de Royal Air Force werd onderscheiden met het Distinguished Flying Cross (DFC).
- David Esterling Crealock, Henry Patrick Cobb en Robert Ernest Scammell, allen luitenant bij de Royal Navy werden onderscheiden met het Distinguished Service Cross (DSC). R.E. Scammell ontving ook nog de Distinguished Service Medal (DSM).
- Roderick Gimson Mackenzie, kapitein bij de Royal Marines; Peter Wilmer, luitenant bij de Royal Engineers en Roger Bolton Hay, luitenant bij het Royal Flying Corps werden onderscheiden met het Military Cross (MC).